# Ittihad Kalba Sports and Cultural Club
L'Al Ittihad Kalba Sports and Cultural Club (in arabo: نادي اتحاد كلباء الرياضي الثقافي), noto come Ittihad Kalba, è una società di calcio emiratina con sede nella città di Kalba. Nella stagione 2024-2025 la squadra milita nella UAE Arabian Gulf League.

## Storia
L'Al Ittihad Kalba Sports and Cultural Club è stato fondato nel 1971 nella cittadina di Kalba,situata all'interno dell'Emirato di Sharja, attraverso la fusione di tre squadre di calcio locale: Al-Arabiya, Al-Shabab, Shabab Al-Khaleej Club.
Il Kalba ha vinto il maggior numero di titoli della UAE Division 1, la seconda divisione del campionato emiratina, conquistando la competizione per ben 7 volta, l'ultima dei quali nella stagione 2013-14.
Dal 2009 al 2018 la squadra ha trascorso questi anni salendo e scendendo tra la UAE Division 1 e la UAE Arabian Gulf League; dalla stagione 2018-19 è riuscita a competere stabilmente nella massima serie nazionale, mantenendo la categoria per otto stagione consecutive; nella stagione 2020-21, ha  ancheraggiunto le semifinali della UAE League Cup per la prima volta nella storia del club, dove è stata però eliminata dall'Al-Nasr ai rigori dopo un pareggio nel punteggio complessivo tra andata e ritorno.

## Palmarès

### Competizioni nazionali
- UAE Division 1: 7

1979–80, 1988-89, 1995-96, 1998-99, 2009-10, 2011-12, 2013-14

### Altri piazzamenti
- Coppa del Presidente degli Emirati Arabi Uniti:

Semifinalista: 2023-2024
- UAE Federation Cup:

Finalista: 2011-2012
- UAE Division 1:

Secondo posto: 2015-2016

## Rosa 2024-2025
Aggiornata al 12 dicembre 2024.
| N. |                                | Ruolo | Calciatore                                       |
| -- | ------------------------------ | ----- | ------------------------------------------------ |
| 1  | Emirati Arabi Uniti (bandiera) | P     | Eisa Hooti                                       |
| 2  | Emirati Arabi Uniti (bandiera) | D     | Farid Abdulla                                    |
| 3  | Emirati Arabi Uniti (bandiera) | D     | Mohammed Sabeel                                  |
| 4  | Brasile (bandiera)             | D     | Michel Dreifke                                   |
| 5  | Emirati Arabi Uniti (bandiera) | D     | Abdalla Faisal                                   |
| 6  | Albania (bandiera)             | C     | Rejan Alivoda                                    |
| 7  | Emirati Arabi Uniti (bandiera) | C     | Habib Fardan                                     |
| 8  | Brasile (bandiera)             | C     | Caio Eduardo                                     |
| 9  | Emirati Arabi Uniti (bandiera) | C     | Fahad Barout                                     |
| 10 | Iran (bandiera)                | C     | Mehdi Ghayedi (in prestito dallo Shabab Al-Ahli) |
| 11 | Italia (bandiera)              | C     | Daniel Bessa                                     |
| 12 | Emirati Arabi Uniti (bandiera) | D     | Salem Rashid                                     |
| 14 | Slovacchia (bandiera)          | C     | Filip Kiss                                       |
| 15 | Emirati Arabi Uniti (bandiera) | D     | Abdulaziz Al-Hamhami                             |
| 16 | Slovenia (bandiera)            | D     | Miha Blažič                                      |
| 17 | Emirati Arabi Uniti (bandiera) | P     | Saif Yousif                                      |
| 18 | Yemen (bandiera)               | C     | Khaled Al-Asbahi                                 |
| 19 | Emirati Arabi Uniti (bandiera) | A     | Ahmed Al-Naqbi                                   |

| N. |                                | Ruolo | Calciatore                                 |
| -- | ------------------------------ | ----- | ------------------------------------------ |
| 20 | Emirati Arabi Uniti (bandiera) | D     | Abdulaziz Al-Kaabi                         |
| 22 | Emirati Arabi Uniti (bandiera) | A     | Mohamed Ali                                |
| 23 | Emirati Arabi Uniti (bandiera) | D     | Waleed Rashid                              |
| 24 | Emirati Arabi Uniti (bandiera) | C     | Khalid Al-Darmaki                          |
| 25 | Emirati Arabi Uniti (bandiera) | D     | Abdusalam Mohammed                         |
| 27 | Emirati Arabi Uniti (bandiera) | A     | Yaser Al-Blooshi                           |
| 33 | Emirati Arabi Uniti (bandiera) | P     | Sultan Al-Mantheri                         |
| 37 | Costa d'Avorio (bandiera)      | D     | Kouadjo Koffi                              |
| 39 | Brasile (bandiera)             | C     | Gustavo (in prestito dallo Shabab Al-Ahli) |
| 42 | Palestina (bandiera)           | A     | Ahmed Abunamous                            |
| 44 | Iran (bandiera)                | C     | Saman Ghoddos                              |
| 55 | Emirati Arabi Uniti (bandiera) | P     | Hamad Al-Mansoori                          |
| 70 | Iran (bandiera)                | A     | Shahriar Moghanlou                         |
| 77 | Emirati Arabi Uniti (bandiera) | C     | Leandro Spadacio                           |
| 80 | Serbia (bandiera)              | A     | Nemanja Jović                              |
| 88 | Emirati Arabi Uniti (bandiera) | C     | Saif Obaid                                 |
| 97 | Marocco (bandiera)             | D     | Anas Radi                                  |
| 99 | Ghana (bandiera)               | A     | Cornelius Agbenyegah                       |

### Staff Tecnico
| Posizione            | Nome             |
| -------------------- | ---------------- |
| Allenatore           | Vuk Rašović      |
| Assistente Tecnico   | Gabriele Pin     |
| Assistente Tecnico   | Saeed Fawaz      |
| Assistente Tecnico   | Musa Abdulbassit |
| Allenatore giovanili | Ervin Boban      |
| Preparatore Atletico | Vladan Popovic   |
| Fisioterapista       | Sultan Basheer   |